# 당 고조

당고조 전신

당 고조 이연(唐 高祖 李淵, 566년 4월 7일(음력 3월 2일) ~ 635년 6월 25일(음력 5월 6일))은 중국 수나라의 무장이자 당나라의 초대 황제이다. 자는 숙덕(叔德)이고 농서 성기현 출신이다.
북주(北周)시대에 활약한 이호(李虎)의 손자로, 선비족(鮮卑族) 출신의 무장이다.

## 생애
566년 3월 2일(4월 7일), 북주 무제 시기 장안(長安)에서 당국공(唐國公) 이병(李昞)과 부인 독고씨(獨孤氏)의 사이에서 태어났다. 어머니 독고씨의 동생, 즉 이연의 이모가 바로 수나라 문제(文帝) 양견(楊堅)의 아내인 문헌황후(文獻皇后) 독고가라(獨孤伽羅)이다. 그러므로 이연은 양제(煬帝) 양광(楊廣)의 이종 사촌형인 셈이다.
573년, 7세에 아버지 선비족 이병이 죽자, 당국공(唐國公)의 자리를 계승했다. 
617년, 이연은 태원(太原)에서 유수(留守)로서 임명된다. 이때는 양광의 사치와 토목공사가 절정에 달하던 때이므로 많은 양민이 처참히 죽어가고 있었다. 결국 중국 각지에서 반란이 터지고, 이연 역시 반란에 가담했다. 11월 16일(12월 19일), 이연은 수도인 장안으로 들어가 황제인 양광을 제위에서 물러나게 하고, 황태손인 양유(楊侑)를 황제의 자리에 오르게 했다. 11월 17일(12월 20일), 자신은 수나라 대승상(大丞相)이 되었으며, 당국공에서 당왕(唐王)으로 진봉된다.
618년 3월 11일(4월 11일), 이때 양광은 자신의 별장이 있는 강도군(江都郡)의 별궁인 강도궁(江都宮)에서 자신이 믿었던 부하인 우문화급에게 암살당한다. 5월 14일(6월 12일), 이연은 이 소식을 듣고 황제인 공제(恭帝) 양유(楊侑)에게 형식상 선양을 요구하였다. 5월 20일(6월 18일), 정식으로 선양을 받아 당나라를 건국하고, 황제의 자리에 올랐다. 이연이 당나라 첫 번째 황제가 되었으며, 연호는 무덕(武德)으로 개원하였다. 새 황조를 건립하였으나, 수 양제 재위 때부터 각지에서 봉기한 반역 세력이 아직까지 진압되지 않았다. 6월, 황제 이연은 두 번째 아들이자 진왕(秦王) 이세민(李世民)에게 반란 세력을 제거하라는 명을 내렸다. 이세민은 반란 진압 내내 한 번도 지지 않고, 반란군을 격파하였다.
621년 10월, 이연은 영토 내의 반란 진압에 대한 공으로 이세민에게 천책상장(天策上將)이란 직책를 내려주었다. 
하지만 이연은 차츰 이세민을 의심하기 시작했으며, 후궁인 윤덕비가 이세민을 참소하자, 이연은 이세민을 소환하여 욕설을 퍼부었다.
한쪽에서는 이연이 주색잡기를 좋아하여, 밤낮으로 황음무도한 짓을 하고 당나라 개국공신인 유문정은 이연의 질시를 받아 처형당했다고 한다. 다른 한쪽에서는 이것은 훗날에 이세민이 자신이 집권한 것을 정당화시키기 위하여 거짓으로 쓴 것이라고 한다.
626년 6월 4일(7월 2일), 이세민은 자신의 인기가 황태자 이건성을 능가하자, 계획을 짜고 황궁의 현무문에서 그와 제왕(齊王) 이원길을 죽여버린다. 이것이 '현무문의 변'이다. (다만 이건성과 이원길이 서로 모의하여 이세민을 제거하려 했기에 먼저 손을 썼다는 이야기도 있다.) 당 고조 이연은 이 사건 직후, 황태자에 이세민을 봉하였다. 8월 8일(9월 3일), 황제의 자리에서 물러나, 상징적 존재인 태상황(太上皇)이 되었다.
635년 5월 6일(6월 25일)에, 별궁인 태안궁(太安宮) 수공전전(垂拱前殿)에서 향년 70세(만 69세)의 나이로 사망했다.

## 재상

### 상서령
- 이세민(李世民)

### 상서좌복야
- 배적(裴寂)

### 상서우복야
- 배적(裴寂)
- 소우(蕭瑀)
- 덕이(德彝)

### 중서령(내사령)
- 두위병(竇威並)
- 덕이(德彝)
- 이세민(李世民)
- 방현령(房玄齡)
- 우문사급(宇文士及)

### 시중(납언)
- 유문정(劉文靜)
- 두항(竇抗)
- 진숙달(陳叔達)
- 이원길(李元吉)
- 고사렴(高士廉)

## 존호, 시호, 묘호, 능호
초기 시호는 태무황제(太武皇帝)이며, 당 현종 때 신요황제(神堯皇帝)로 고쳤으며, 나중에 추가가 되어 정식 시호는 신요대성대광효황제(神堯大聖大光孝皇帝)이다.
묘호는 고조(高祖), 능묘는 헌릉(憲陵)이다.

## 가족관계

### 조부모와 부모
- 조부 : 태조(太祖) 경황제(景皇帝) 이호(李虎)
- 조모 : 경렬황후(景烈皇后) 양씨(梁氏)
- 부친 : 세조(世祖) 원황제(元皇帝) 이병(李昞)
- 모친 : 원정황후(元貞皇后) 독고씨(獨孤氏)

### 황후
| 봉호                | 시호                        | 이름(성씨) | 별칭 | 재위년도 | 생몰년도      | 국구(장인/장모)                                                              | 능묘       | 비고   |
| ------------------- | --------------------------- | ---------- | ---- | -------- | ------------- | ---------------------------------------------------------------------------- | ---------- | ------ |
| 당국공비 (唐國公妃) | 태목순성황후 (太穆順聖皇后) | 두씨(竇氏) |      | (추존)   | 569년 ~ 613년 | 기 숙공(杞 肅公) 두의(竇毅) 북주(北周) 양양장공주(襄陽長公主) 우문씨(宇文氏) | 헌릉(獻陵) | [ 12 ] |

### 후궁
| 봉호(시호) | 별칭                                  | 이름(성씨)     | 생몰년도      | 비고       |
| 황비(皇妃) | 황비(皇妃)                            | 황비(皇妃)     | 황비(皇妃)    | 황비(皇妃) |
| ---------- | ------------------------------------- | -------------- | ------------- | ---------- |
| 귀비(貴妃) | 초국태비(楚國太妃)                    | 만씨(萬氏)     |               |            |
| 덕비(德妃) |                                       | 윤씨(尹氏)     |               |            |
| 구빈(九嬪) |                                       |                |               |            |
| 귀빈(貴嬪) |                                       | 막여방(莫麗芳) | 586년 ~ 618년 |            |
| 귀빈(貴嬪) | 태안궁빈(太安宮嬪)                    | 양씨(楊氏)     | ? ~ 634년     |            |
| 빈(嬪)     |                                       | 손씨(孫氏)     |               |            |
| 빈(嬪)     | 등국태비(鄧國太妃)                    | 최상규(崔商珪) | ? ~ 636년     |            |
| 빈(嬪)     | 허국태비(許國太妃) 강국태비(江國太妃) | 양씨(楊氏)     | 602년 ~ 658년 |            |
| 빈(嬪)     | 소양빈(小楊嬪)                        | 양씨(楊氏)     |               |            |
| 소의(昭儀) |                                       | 우문씨(宇文氏) |               |            |
| 궁인(宮人) |                                       |                |               |            |
| 첩여(婕妤) |                                       | 장씨(張氏)     |               |            |
| 첩여(婕妤) | 하동군부인(河東郡夫人)                | 설씨(薛氏)     |               |            |
| 첩여(婕妤) |                                       | 곽씨(郭氏)     |               |            |
| 첩여(婕妤) | 도국태비(道國太妃)                    | 유씨(劉氏)     |               |            |
| 미인(美人) |                                       | 장씨(張氏)     |               |            |
| 미인(美人) | 괵국태비(虢國太妃)                    | 양씨(楊氏)     |               |            |
| 재인(才人) | 팽국태비(彭國太妃)                    | 왕씨(王氏)     | 596년 ~ 662년 |            |
| 재인(才人) |                                       | 노씨(魯氏)     |               |            |
| 보림(寶林) | 정국태비(鄭國太妃)                    | 장씨(張氏)     | 589년 ~ 645년 |            |
| 보림(寶林) |                                       | 류씨(柳氏)     |               |            |
|            | 궁인(宮人)                            | 장씨(張氏)     |               |            |

### 황자
| -    | 봉호           | 시호   | 이름           | 생몰년도      | 생모          | 자식      | 별칭   | 비고                   |
| ---- | -------------- | ------ | -------------- | ------------- | ------------- | --------- | ------ | ---------------------- |
| 장남 | 황태자(皇太子) | 은(隱) | 이건성(李建成) | 589년 ~ 626년 | 태목황후 두씨 | 6남 5녀   | [ 13 ] | [ 14 ]                 |
| 차남 | 황태자(皇太子) |        | 이세민(李世民) | 598년 ~ 649년 | 태목황후 두씨 | 14남 21녀 | [ 15 ] | 제2대 황제 태종(太宗). |
| 3남  | 위왕(衛王)     | 회(懷) | 이현패(李玄霸) | 599년 ~ 614년 | 태목황후 두씨 |           |        | [ 16 ]                 |
| 4남  | 제왕(齊王)     | 척(刺) | 이원길(李元吉) | 603년 ~ 626년 | 태목황후 두씨 | 5남 7녀   | [ 17 ] | [ 14 ]                 |
| 5남  | 초왕(楚王)     | 애(哀) | 이지운(李智雲) | 604년 ~ 617년 | 초국태비 만씨 |           | [ 18 ] | [ 16 ]                 |
| 6남  | 형왕(荊王)     | 여(黎) | 이원경(李元景) | 618년 ~ 653년 | 귀빈 막씨     |           | [ 19 ] | [ 20 ]                 |
| 7남  | 한왕(漢王)     |        | 이원창(李元昌) | 619년 ~ 643년 | 귀빈 손씨     |           | [ 21 ] | [ 22 ]                 |
| 8남  | 풍왕(鄷王)     |        | 이원형(李元亨) | 619년 ~ 632년 | 덕비 윤씨     |           |        | 요절함.                |
| 9남  | 주왕(周王)     |        | 이원방(李元方) | 619년 ~ 629년 | 첩여 장씨     |           |        | 요절함.                |
| 10남 | 서왕(徐王)     | 강(康) | 이원례(李元禮) | 619년 ~ 672년 | 첩여 곽씨     | 3남       | [ 23 ] |                        |
| 11남 | 한왕(韓王)     |        | 이원가(李元嘉) | 619년 ~ 688년 | 황태비 우문씨 | 5남 1녀   | [ 24 ] |                        |
| 12남 | 팽왕(彭王)     | 사(思) | 이원칙(李元則) | 620년 ~ 651년 | 재인 왕씨     |           | [ 25 ] |                        |
| 13남 | 정왕(鄭王)     | 혜(惠) | 이원의(李元懿) | 621년 ~ 673년 | 보림 장씨     | 10남 1녀  | [ 26 ] |                        |
| 14남 | 곽왕(霍王)     |        | 이원궤(李元軌) | 622년 ~ 688년 | 미인 장씨     | 6남       | [ 27 ] |                        |
| 15남 | 괵왕(虢王)     | 장(莊) | 이봉(李鳳)     | 622년 ~ 675년 | 미인 양씨     | 7남 1녀   | [ 28 ] |                        |
| 16남 | 도왕(道王)     | 효(孝) | 이원경(李元慶) | 623년 ~ 664년 | 첩여 유씨     | 9남       | [ 29 ] |                        |
| 17남 | 등왕(鄧王)     | 강(康) | 이원유(李元裕) | 624년 ~ 665년 | 등국태비 최씨 |           | [ 30 ] |                        |
| 18남 | 서왕(舒王)     |        | 이원석(李元名) | 624년 ~ 689년 | 소양빈        | 2남       | [ 31 ] |                        |
| 19남 | 노왕(魯王)     |        | 이영기(李靈夔) | 625년 ~ 688년 | 황태비 우문씨 | 2남       | [ 32 ] |                        |
| 20남 | 강왕(江王)     | 안(安) | 이원상(李元祥) | 626년 ~ 680년 | 양빈          | 7남       | [ 33 ] |                        |
| 21남 | 밀왕(密王)     | 정(貞) | 이원효(李元曉) | 628년 ~ 676년 | 재인 노씨     | 2남       |        |                        |
| 22남 | 등왕(滕王)     |        | 이원영(李元嬰) | 630년 ~ 684년 | 보림 류씨     | 18남 3녀  |        |                        |

### 황녀
| -    | 봉호(시호)              | 이름                                            | 생몰년도      | 생모          | 부마                                      | 별칭   | 비고 |
| ---- | ----------------------- | ----------------------------------------------- | ------------- | ------------- | ----------------------------------------- | ------ | ---- |
| 장녀 | 장사공주 (長沙公主)     |                                                 |               |               | 청주자사(靑州刺史) 풍소사(馮少師)         |        |      |
| 차녀 | 양양공주 (襄陽公主)     |                                                 |               |               | 신국안공(莘國安公) 두탄(竇誕)             |        |      |
| 3녀  | 평양소공주 (平陽昭公主) |                                                 | ? ~ 623년     | 태목황후 두씨 | 초국양공(譙國襄公) 시소(柴紹)             |        |      |
| 4녀  | 고밀공주 (高密公主)     |                                                 | ? ~ 655년     |               | 장손 효정(長孫 孝政)                      | [ 34 ] |      |
| 4녀  | 고밀공주 (高密公主)     | 진창군왕(晉昌郡王) 단륜(段綸)                   | ? ~ 655년     |               |                                           | [ 34 ] |      |
| 5녀  | 장광공주 (長廣公主)     |                                                 | ? ~ 649년     |               | 개화충공(開化忠公) 조자경(趙慈景)         | [ 35 ] |      |
| 5녀  | 장광공주 (長廣公主)     | 안덕의공(安德懿公) 양사도(楊師道)               | ? ~ 649년     |               |                                           | [ 35 ] |      |
| 6녀  | 방릉공주 (房陵公主)     |                                                 | 619년 ~ 673년 |               | 찬국공(酇國公) 두봉절(竇奉節)             | [ 36 ] |      |
| 6녀  | 방릉공주 (房陵公主)     | 통화현개국남(通化縣開國男) 하란 승가(賀蘭 僧伽) | 619년 ~ 673년 |               |                                           | [ 36 ] |      |
| 7녀  | 상락공주 (常樂公主)     |                                                 |               |               | 수주자사(壽州刺史) 조괴(趙瑰)             |        |      |
| 8녀  | 구강공주 (九江公主)     |                                                 |               |               | 안국경공(安國景公) 집실 사력(執失思力)    |        |      |
| 9녀  | 여릉공주 (廬陵公主)     |                                                 |               |               | 양읍현자(襄邑縣子) 교사망(喬師望)         |        |      |
| 10녀 | 남창공주 (南昌公主)     |                                                 |               |               | 소욱(蘇勖)                                |        |      |
| 11녀 | 안평공주 (安平公主)     |                                                 |               |               | 고양공공(高陽恭公) 양사경(楊思敬)         |        |      |
| 12녀 | 회남공주 (淮南公主)     | 이등하 (李澄霞)                                 | 621년 ~ 690년 |               | 밀국공(密國公) 봉언도(封言道)             |        |      |
| 13녀 | 진정공주 (眞定公主)     |                                                 |               |               | 박릉군남(博陵郡男) 최공례(崔恭禮)         |        |      |
| 14녀 | 형양공주 (衡陽公主)     |                                                 |               |               | 필국원공(畢國元公) 아사나사이(阿史那社爾) |        |      |
| 15녀 | 단양공주 (丹陽公主)     |                                                 |               |               | 무안현공(武安縣公) 설만철(薛萬徹)         |        |      |
| 16녀 | 임해공주 (臨海公主)     |                                                 |               |               | 하동군공(河東郡公) 배율사(裴律師)         |        |      |
| 17녀 | 관도공주 (館陶公主)     |                                                 |               |               | 최선경(崔宣慶)                            |        |      |
| 18녀 | 만춘공주 (萬春公主)     |                                                 | ? ~ 724년     |               | 예국공(芮國公) 두로 회양(豆盧 懷讓)       | [ 37 ] |      |
| 19녀 | 안정공주 (安定公主)     |                                                 |               |               | 연주자사(延州刺史) 온정(溫挺)             | [ 38 ] |      |
| 19녀 | 안정공주 (安定公主)     | 정경현(鄭敬玄)                                  |               |               |                                           | [ 38 ] |      |

## 기년
| 고조        | 원년            | 2년        | 3년        | 4년        | 5년        | 6년        | 7년        | 8년        | 9년        |
| ----------- | --------------- | ---------- | ---------- | ---------- | ---------- | ---------- | ---------- | ---------- | ---------- |
| 서력 (西曆) | 618년           | 619년      | 620년      | 621년      | 622년      | 623년      | 624년      | 625년      | 626년      |
| 간지 (干支) | 무인(戊寅)      | 기묘(己卯) | 경진(庚辰) | 신사(辛巳) | 임오(壬午) | 계미(癸未) | 갑신(甲申) | 을유(乙酉) | 병술(丙戌) |
| 연호 (年號) | 무덕(武德) 원년 | 2년        | 3년        | 4년        | 5년        | 6년        | 7년        | 8년        | 9년        |

## 당 고조가 등장한 작품
- 《연개소문》(SBS, 2006년~2007년, 배우: 박규채)

## 같이 보기
- 고구려
  - 영양왕 (590년 ~ 618년)
  - 영류왕 (618년 ~ 642년)

- 백제
  - 무왕 (600년 ~ 641년)

- 신라
  - 진평왕 (579년 ~ 632년)

| 전임 이병 | 제3대 당국공 573년 ~ 618년 | 후임 (당 건국) |

| 전임 (초대) (수 공제) | 제1대 당나라 황제 618년 ~ 626년 | 후임 태종 이세민 |

| 전임 수 공제 | 중국 황제 618년 ~ 626년 | 후임 당 태종 |